# Carmen Beramendi

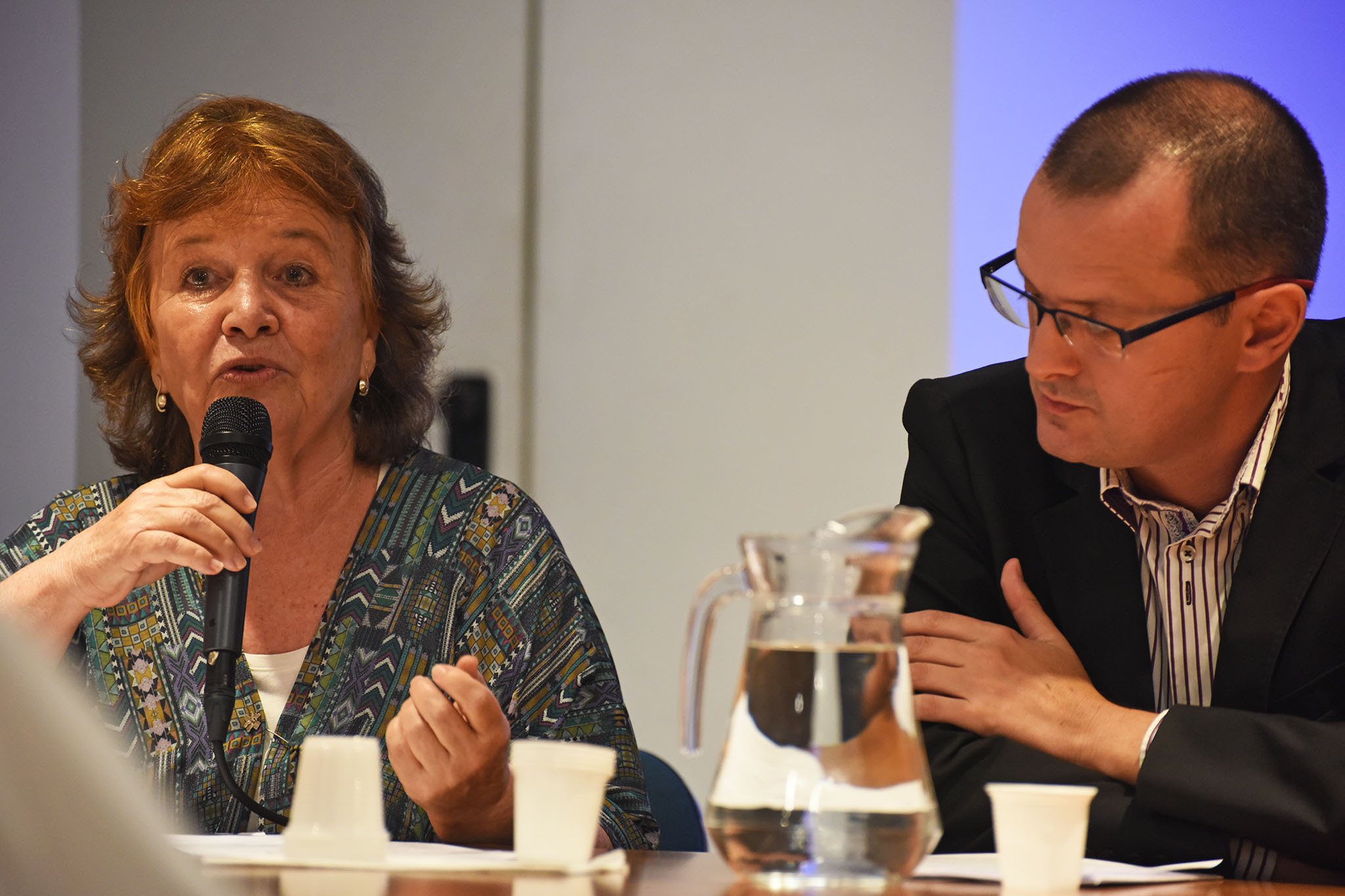
Carmen Beramendi y Guillermo Moncecchi en el seminario Claves y desafíos de Uruguay para una Agenda 2030 en los Objetivos de Desarrollo Sostenible en marzo de 2017.

María del Carmen Beramendi Usera (Montevideo, 16 de junio de 1950) es una docente, psicomotricista, investigadora y política feminista uruguaya. 
Fue diputada nacional en el período 1990-1995 y electa senadora suplente por dos períodos consecutivos, desde 2015 a 2025, por el Frente Amplio. Desde 2013 hasta 2022 fue la Directora de FLACSO Uruguay.

## Trayectoria
Licenciada en Psicomotricidad por la Universidad de la República, fue dirigente estudiantil en la Facultad de Medicina desde 1968 a 1972, año en que fue encarcelada por la última dictadura cívico-militar en Uruguay. Permaneció 7 años presa.
En 1984 fue elegida presidenta del Sindicato de los Trabajadores de la Pesca. Luego, se afilió al Partido Comunista y fue elegida diputada nacional en las elecciones generales de 1989. Como representante nacional impulsó numerosas iniciativas a favor de los derechos de las mujeres, fue una de las integrantes de la Comisión Especial para el Estudio de la Condición de la Mujer y fundadora de la Comisión de la Mujer del Parlamento Latinoamericano.
Ha realizado estudios de posgrado en violencia de género; en género, desarrollo y planificación; en género, sociedad y políticas; y en dirección de organizaciones. Integró la Cooperativa Mujer Ahora y fue coordinadora de la Red Uruguaya contra la Violencia Doméstica y Sexual.
De 2005 a 2010, fue Directora del Instituto Nacional de las Mujeres. Presidió el Consejo Nacional Consultivo de Lucha contra la Violencia Doméstica, así como el Consejo Coordinador de Políticas Públicas de Género. Fue corredactora del Primer Plan Nacional de Lucha contra la Violencia Doméstica y responsable del diseño y la ejecución del Primer Plan Nacional de Igualdad de Oportunidades y Derechos en Uruguay.
El 10 de setiembre de 2020 fue declarada ciudadana ilustre por la Intendencia de Montevideo junto con Lilián Celiberti y Celia Eccher, "gracias a su aporte en la construcción de una ciudad más justa e igualitaria".
En el presente es docente, investigadora y coordinadora académica del Diplomado Superior en Género y Políticas de Igualdad de FLACSO Uruguay.